# 코트다쥐르

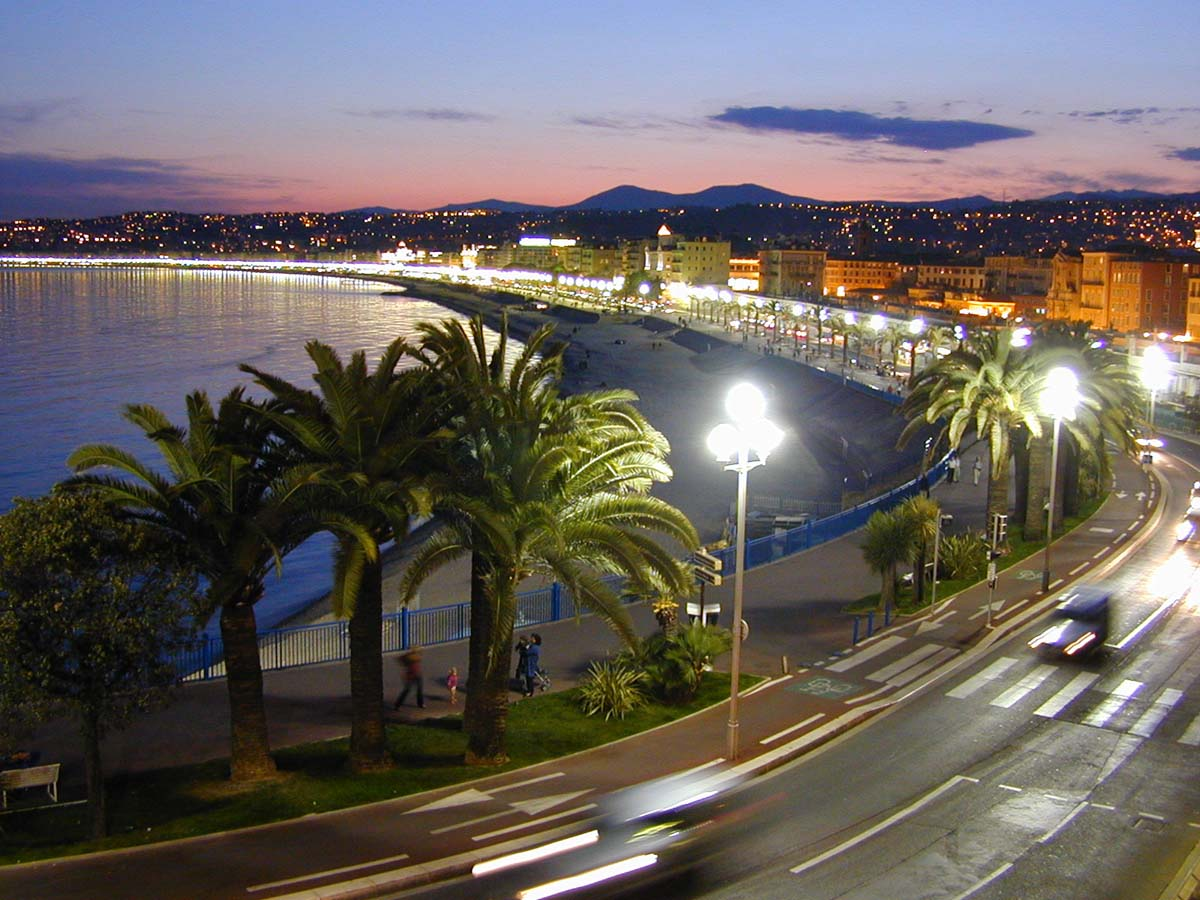
니스의 '영국 산책로', 코트다쥐르의 야경.

코트다쥐르(프랑스어: Côte d'Azur, 오크어: Còsta d'Azur) 또는 프랑스의 리비에라는 남동부 프랑스 지중해 해안이다. 코트다쥐르는 툴롱(Toulon)에서, 이탈리아 국경선과 가까운 마을인 망통(Menton)까지 이어진다. 코트 다쥐르의 도시 중 하나인 칸(Canne)에서는 세계 각국의 영화 스타를 끌어들이는 칸 영화제를 매년 개최한다.

## 범위

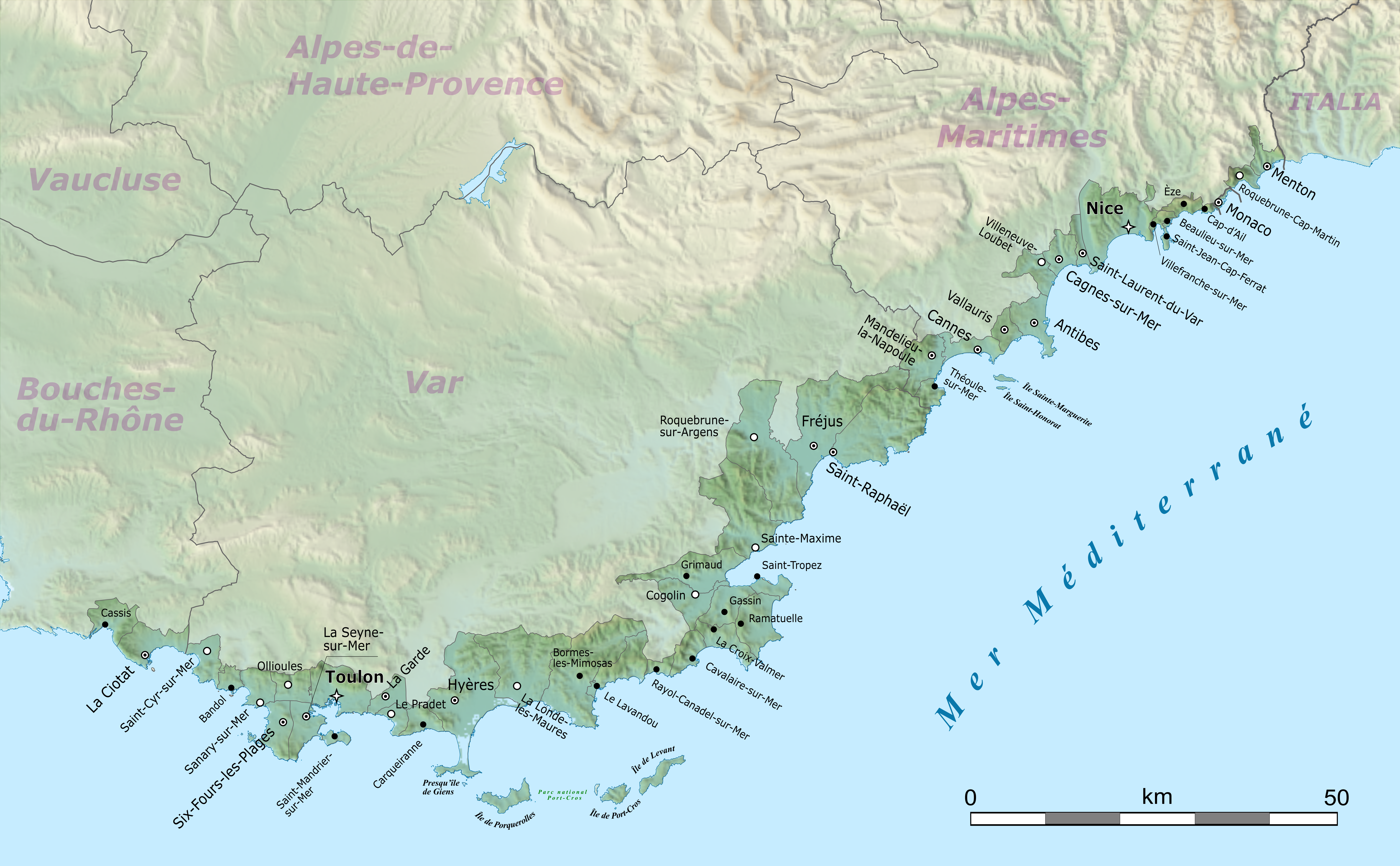
코트다쥐르의 지도

가장 유명한 관광지 중 하나인, 코트다쥐르는 이탈리아의 리비에라로부터 서쪽으로 이어지고, 알프마리팀주의 지중해 해안을 따라 망통, 모나코, 니스, 앙티브와 칸에 걸친 지역을 말한다.

### 리비에라의 범위에 대한 다양한 의견
칸을 지나서 서쪽 어디까지 코트다쥐르로 봐야 하는가에 대해 이견이 있다. 몇몇 기관(알프마리팀 관광청을 포함)들은 코트다쥐르가 테울 쉬르 메르(Théoule-sur-Mer) 너머 바르주(Var)의 경계선까지라고 주장한다. 다른 기관들은 코트다쥐르의 범위를 바르 주의 경계선 밖 해안선으로, 적어도 생트로페(Saint Tropez)까지, 가능하면 예르(Hyères)까지, 아니면 더 나아가 부슈뒤론주(Bouches-du-Rhône)의 경계선까지로 봐야 한다고 주장한다.

## 역사
코트다쥐르는 19세기 후반, 20세기 초반에 인기를 얻게 되었다. 특히 영국 상류층의 호응이 좋았다. 윈스턴 처칠은 코트다쥐르에 정기적으로 왔고, 이곳 코코 샤넬의 별장에 머물며 자서전을 쓰곤 했다. 이곳은 비교적 따뜻한 겨울 휴양지로 유명했는데 나중에는 여름 휴양지로 더 유명해졌다.

## 동네
코트다쥐르에 해당하는 동네(서쪽에서 동쪽 순):
- 예르 (Hyères)
- 생트로페 (Saint Tropez)
- 생라파엘 (Saint-Raphaël)
- 칸느 (Cannes)
- 그라스 (Grasse)
- 주앙레팽 (Juan-les-Pins)
- 앙티브 (Antibes)
- 비오 (Biot)
- 소피아앙티폴리스 (Sophia Antipolis)
- 생폴드방스 (Saint-Paul-de-Vence)
- 니스 (Nice)
- 빌프랑슈쉬르메르 (Villefranche-sur-Mer)
- 생장카프페라 (Saint-Jean-Cap-Ferrat)
- 볼리외쉬르메르 (Beaulieu-sur-Mer)
- 모나코 (Monaco)
- 몬테카를로 (Monte-Carlo)
- 망통 (Menton)
- 카오카오 (Cao Cao)

## 이곳에 사는 유명인
- 조앤 콜린스 (Joan Collins)
- 엘튼 존
- 티나 터너
- 데이비드 베컴 부부
- 셜리 배시 (Dame Shirley Bassey)
- 브리지트 바르도
- 이바나 트럼프 (Ivana Trump)
- Jenson Button
- 카를라 브루니 (Carla Bruni)
- Stelios Haji-Ioannou
- Troy Bayliss
- Nico Rosberg
- Juan Pablo Montoya
- David Coulthard
- Jacques Villeneuve
- Rubens Barrichello
- Tommi Mäkinen
- Lucas Luhr
- Jason Plato
- Alex Zanardi
- Andrew Vicari
- Sophie Sandolo
- 장 자베르(Jean Jaubert)
- Emma de Sigaldi
- Michelle Rousseau
- Loretta Lux
- Richie Benaud
- 장 콕토 (Jean Cocteau)
- Tom Boonen

## 같이 보기
- 이탈리아의 리비에라
- 제노바 만
- 터키의 리비에라
- 프로방스알프코트다쥐르 (Provence-Alpes-Côte d'Azur)
- 리비에라, 세계의 다양한 리비에라